# أندرو كيهو
أندرو كيهو (بالإنجليزية: Andrew Kehoe) هو قاتل فترة أمريكي، ولد في 1 فبراير 1872 في تيكومسيه في الولايات المتحدة، وتوفي في 18 مايو 1927 في بلدة باث في الولايات المتحدة بسبب ديناميت.

## وصلات خارجية
- أندرو كيهو على موقع إن إن دي بي (الإنجليزية)